# 영웅서기2
《영웅서기2: 빙해의 검사》는 핸즈온모바일코리아에서 2006년 출시한 모바일 액션 롤플레잉 게임이다. 《영웅서기》의 후속작으로, 주인공인 클레르가 전작인 《영웅서기》의 주인공들인 이안, 케네스 등과 겪는 갈등을 주된 내용으로 하고 있다. 플레이어는 버서커, 나이트, 로그의 세 가지 전투 스타일 중 하나를 선택하여 클레르를 육성하며, 야수를 통해 클레르를 보조할 수 있다. 플레이어 간 네트워크 대전을 지원한다. 《영웅서기2》는 총 140만 회가 넘는 다운로드를 기록하였다.